# Боривітер (військова школа)
Військо́ва шко́ла «Бориві́тер» — українська громадська організація, створена у квітні 2022 року у відповідь на повномасштабне вторгнення росії, з метою посилення та сприяння обороноздатності України. Школа надає безоплатні послуги з підготовки чинним військовослужбовцям, орієнтуючись на стандарти НАТО. Організація має статус неприбутковості.

## Історія
Військова школа «Боривітер» була заснована у квітні 2022 року для підготовки військових кадрів, забезпечуючи необхідні знання та навички відповідно до сучасних вимог бойових дій.
У лютому 2023 року, Боривітер запустив Аналітичний департамент для впровадження методології Lessons Learned — Вивчення та впровадження досвіду у Збройних силах України.
9 жовтня 2024 Боривітер приєднався до мережі Європейського коледжу безпеки та оборони (ESDC) означає, що Боривітер тепер входить до мережі понад 100 кращих цивільних та військових інститутів, коледжів, академій, університетів та інших установ, які займаються питаннями політики безпеки та оборони в Європі та за її межами.
В березні 2025 року Школа почала розбобляти курс для інструкторів на БЗВП.

## Місія та діяльність
Основна місія школи — підвищення обороноздатності України через надання інтенсивних і безоплатних курсів підготовки для військових. Школа приділяє особливу увагу розвитку знань та аналітики для ефективного виконання бойових завдань і мінімізації ризиків для військовослужбовців. Навчальні програми оновлюються на основі досвіду, зібраного з реальних бойових ситуацій, і охоплюють такі напрями:
- Військовий процес прийняття рішень (MDMP)
- Порядок управління підрозділами (TLP)
- Управління для сержантів (NCO)
- БпЛА мультироторного типу
- FPV мультироторного типу
- БпЛА літакового типу
- FPV літакового типу
- Військова топографія
- Основи військового зв'язку
- Системи ситуаційної обізнаності
- Психологічна підтримка та підготовка
- Вивчення та впровадження досвіду (Lessons Learned).

Напрями та програми постійно оновлюються відповідно до потреб Сил оборони України.
Понад 26 000 військовослужбовців вже пройшли навчання у школі «Боривітер» станом на кінець 2024 року.

## Сертифікація від Міністерства оборони
25 жовтня 2024 року Військова школа «Боривітер» отримала офіційну сертифікацію як заклад, що готує операторів і членів екіпажів безпілотних літальних апаратів (БпЛА). Сертифікати, які видає Військова школа після успішного складання випускного іспиту курсантами, є підставою для отримання військово-облікової спеціальності (ВОС) № 216 (зовнішні екіпажі безпілотних авіаційних комплексів (БпЛА)). Це стало можливим у рамках експериментальному проєкту з сертифікації приватних шкіл БпЛА, затвердженому постановою Кабінету Міністрів України від 1 жовтня 2024 року № 1129. Програма сертифікації спрямована на підвищення якості підготовки та збільшення кількості кваліфікованих фахівців у сфері БпЛА в Україні.

## Співпраця та партнерства
Школа співпрацює та долучається до окремих проєктів Міністерства оборони України, Генерального штабу Збройних сил України, Командування Сил спеціальних операцій, Командування Сухопутних військ тощо.
У вересні 2024 року Боривітер долучився до проєкту Міністерства освіти і науки України з оновлення навчальних програм з національно-патріотичного виховання. За участі школи та інших профільних установ було оновлено програму «Захист України» для закладів середньої освіти та додано модулі з військової підготовки, основ домедичної допомоги та базової роботи з безпілотниками.
Спільно з Силами безпілотних систем школа забезпечує підготовку операторів дронів для сучасних бойових умов. Ця співпраця включає проведення спільних навчальних програм, таких як «Тиждень Рекрута СБС», де новобранці проходять комплексну підготовку з теоретичних і практичних аспектів управління безпілотними системами. Програма охоплює не лише базові навички, а й розширені методи ситуаційної обізнаності та тактичного застосування БпЛА.
Серед міжнародних співпраць Боривітер є асоційованим партнером Європейського коледжу безпеки та оборони (ESDC), що дозволяє спільно з провідними європейськими інституціями надавати високоякісне навчання українським військовослужбовцям, цивільним працівникам сектору безпеки й оборони та ветеранам.
Крім того, школа тісно співпрацює з Центром аналізу та роботи з досвідом НАТО (JALLC), що допомагає вдосконалювати методологію вивчення досвіду в Україні.

## Інноваційні методи навчання
Боривітер активно використовує систему імітаційного моделювання Steel Beasts Proдля відпрацьовування тактичних дій та планування операцій. Цей інструмент дозволяє військовим тренуватися у режимі онлайн в умовах, наближених до реальних бойових сценаріїв, без ризику та витрат ресурсів.
У сфері безпілотних систем одним з інноваційних напрямів є застосування систем донаведення на базі машинного зору для БпЛА FPV. Ця система сприяє підвищенню точності атак та ефективного ураження цілей. Технологічне забезпечення допомагає оператору навести дрон навіть в умовах рухомої цілі, складної місцевості або втрати зв'язку на підльоті до об'єкта.

## Благодійні ініціативи
У липні 2024 року, Військова школа «Боривітер» разом із ювелірним брендом MarkoSoli запустили благодійну колекцію прикрас «Боривітер: птах з гілкою вишні». Прибуток від продажу колекції спрямовується на підтримку навчальних програм для військових. Колекція стала символом сили та відродження України, а її амбасадорами виступили Сергій Жадан та гурт «ДахаБраха».
У серпні школа разом із брендом SVARGA і Фондом Алли Горської та Віктора Зарецького випустила колекцію вишиванок «Боривітер», натхненну мозаїкою, створеною спілкою митців, серед яких була Алла Горська. Цей мистецький твір був створений у Маріуполі, де зазнав пошкоджень під час війни. Прибуток від продажу колекції спрямовується на підготовку українських військових.